# Walschbronn
Walschbronn [valʃbʁɔn] est une commune française située dans le département de la Moselle, en Lorraine, dans la région administrative Grand Est. Le village fait partie du pays de Bitche et du bassin de vie de la Moselle-Est.

## Géographie

### Localisation
Le village se situe à l'extrémité nord-est du pays de Bitche et à la frontière franco-allemande, en pays découvert. Il se situe dans la vallée du Schwarzbach, un affluent de la Horn, sur la route de Volmunster à Pirmasens.

### Géologie et relief
La commune se compose de 53,77 hectares de territoires artificialisés (5,33 %), 666,26 hectares de territoires agricoles (66,10 %) et 287,61 hectares de forêts et milieux semi-naturels (28,53 %).
Espaces naturels :
- Trois espaces protégés hors Natura 2000 Vosges du Nord :

Réserve de Biosphère, zone tampon,
Réserve de Biosphère, zone de transition,
Parc naturel régional.
- Un espace protégé Natura 2000 :

Cours d'eau, tourbières, rochers et forêts des Vosges du nord et souterrain de Ramstein.
- Une zone naturelle d'intérêt écologique, faunistique et floristique (Znieff) :

Forêts spontanées des Vosges du Nord,
Rivière La Horn de Walscbronn à Bousseviller,
Vergers et forêts de Walschbronn.
Commune membre du parc naturel régional des Vosges du Nord.

### Sismicité
Commune située dans une zone de sismicité 2 faible.

### Écarts et lieux-dits
- Dorst, renfermant un cimetière mennonite
- Kohlplatz.

### Hydrographie et les eaux souterraines
Système d’information pour la gestion des eaux souterraines du bassin Rhin-Meuse.
La commune est située dans le bassin versant du Rhin au sein du bassin Rhin-Meuse. Elle est drainée par la Horn, le ruisseau le Breidenbach, le ruisseau de Schweix, le ruisseau Laufersbach, le ruisseau le Schwarzbach et le ruisseau l'Umbach.
La Horn, d'une longueur totale de 27,6 km, prend sa source dans la commune de Bitche, traverse huit communes française, puis pousuit son cours dans le Land de Rhénanie-Palatinat en Allemagne où il conflue avec le Schwarzbach.
Le Breidenbach, d'une longueur totale de 10,4 km, prend sa source dans la commune de Schorbach et se jette  dans la Horn sur la commune, après avoir traversé sept communes.

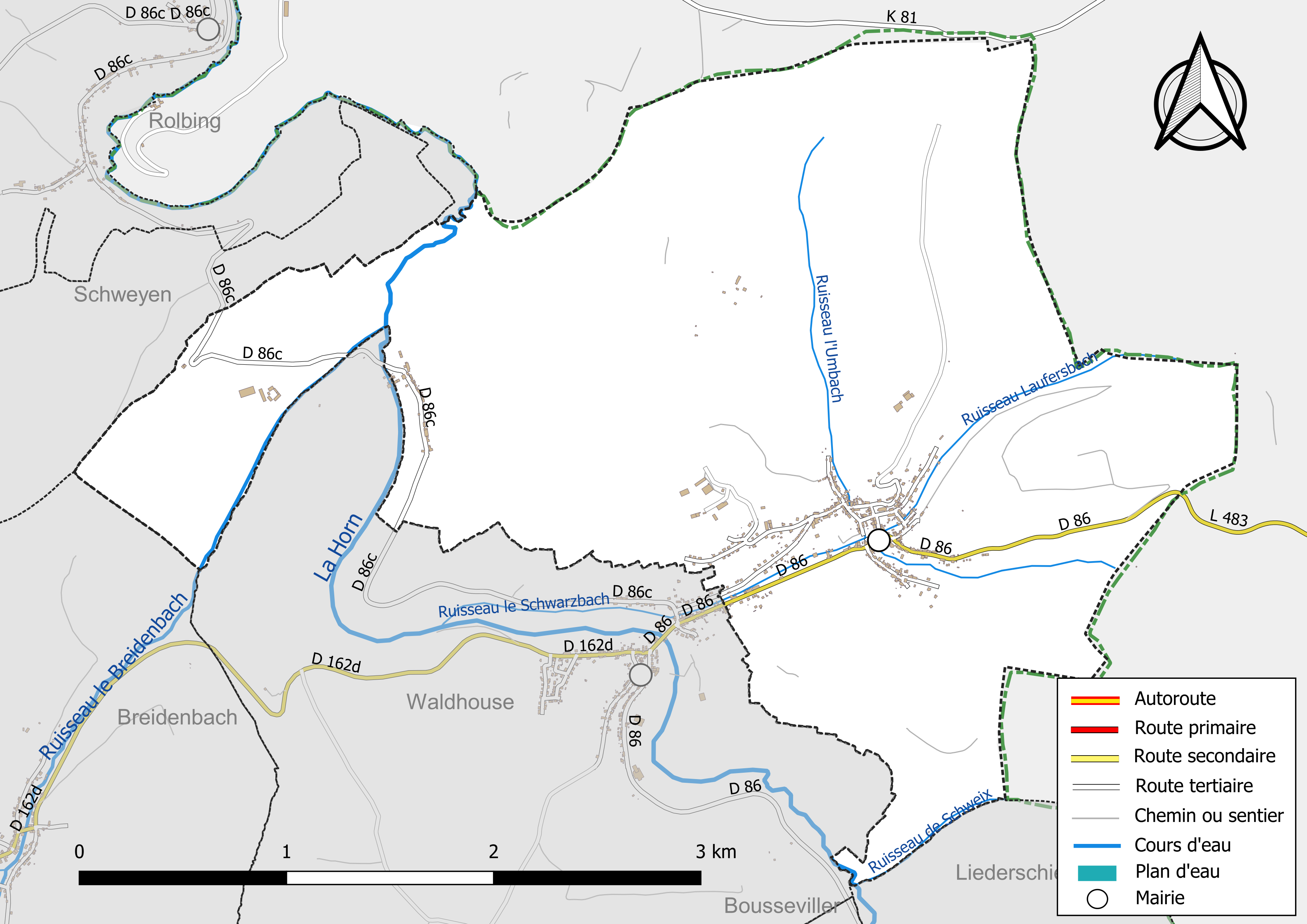
Réseaux hydrographique et routier de Walschbronn.

La qualité des eaux des principaux cours d’eau de la commune, notamment de la Horn et du ruisseau le Breidenbach, peut être consultée sur un site spécial géré par les agences de l’eau et l’Agence française pour la biodiversité.

### Climat
Pour des articles plus généraux, voir Climat du Grand Est et Climat de la Moselle.
En 2010, le climat de la commune est de type climat des marges montargnardes, selon une étude du Centre national de la recherche scientifique s'appuyant sur une série de données couvrant la période 1971-2000. En 2020, Météo-France publie une typologie des climats de la France métropolitaine dans laquelle la commune est exposée à un climat semi-continental et est dans la région climatique  Vosges, caractérisée par une pluviométrie très élevée (1 500 à 2 000 mm/an) en toutes saisons et un hiver rude (moins de 1 °C). 
Pour la période 1971-2000, la température annuelle moyenne est de 9,9 °C, avec une amplitude thermique annuelle de 17,1 °C. Le cumul annuel moyen de précipitations est de 922 mm, avec 11,7 jours de précipitations en janvier et 10,1 jours en juillet. Pour la période 1991-2020, la température moyenne annuelle observée sur la station météorologique de Météo-France la plus proche, « Volmunster », sur la commune de Volmunster à 10 km à vol d'oiseau, est de 10,2 °C et le cumul annuel moyen de précipitations est de 760,1 mm. 
La température maximale relevée sur cette station est de 37,6 °C, atteinte le 25 juillet 2019 ; la température minimale est de −18,6 °C, atteinte le 24 décembre 2001,,. 
Les paramètres climatiques de la commune ont été estimés pour le milieu du siècle (2041-2070) selon différents scénarios d'émission de gaz à effet de serre à partir des nouvelles projections climatiques de référence DRIAS-2020. Ils sont consultables sur un site spécial publié par Météo-France en novembre 2022.

## Urbanisme

### Typologie
Au 1er janvier 2024, Walschbronn est catégorisée commune rurale à habitat dispersé, selon la nouvelle grille communale de densité à sept niveaux définie par l'Insee en 2022.
Elle est située hors unité urbaine et hors attraction des villes,.

### Occupation des sols
L'occupation des sols de la commune, telle qu'elle ressort de la base de données européenne d’occupation biophysique des sols Corine Land Cover (CLC), est marquée par l'importance des territoires agricoles (66,2 % en 2018), une proportion identique à celle de 1990 (66,2 %). La répartition détaillée en 2018 est la suivante : 
forêts (28,5 %), prairies (28,4 %), zones agricoles hétérogènes (22,2 %), terres arables (15,6 %), zones urbanisées (5,3 %). L'évolution de l’occupation des sols de la commune et de ses infrastructures peut être observée sur les différentes représentations cartographiques du territoire : la carte de Cassini (XVIIIe siècle), la carte d'état-major (1820-1866) et les cartes ou photos aériennes de l'IGN pour la période actuelle (1950 à aujourd'hui).

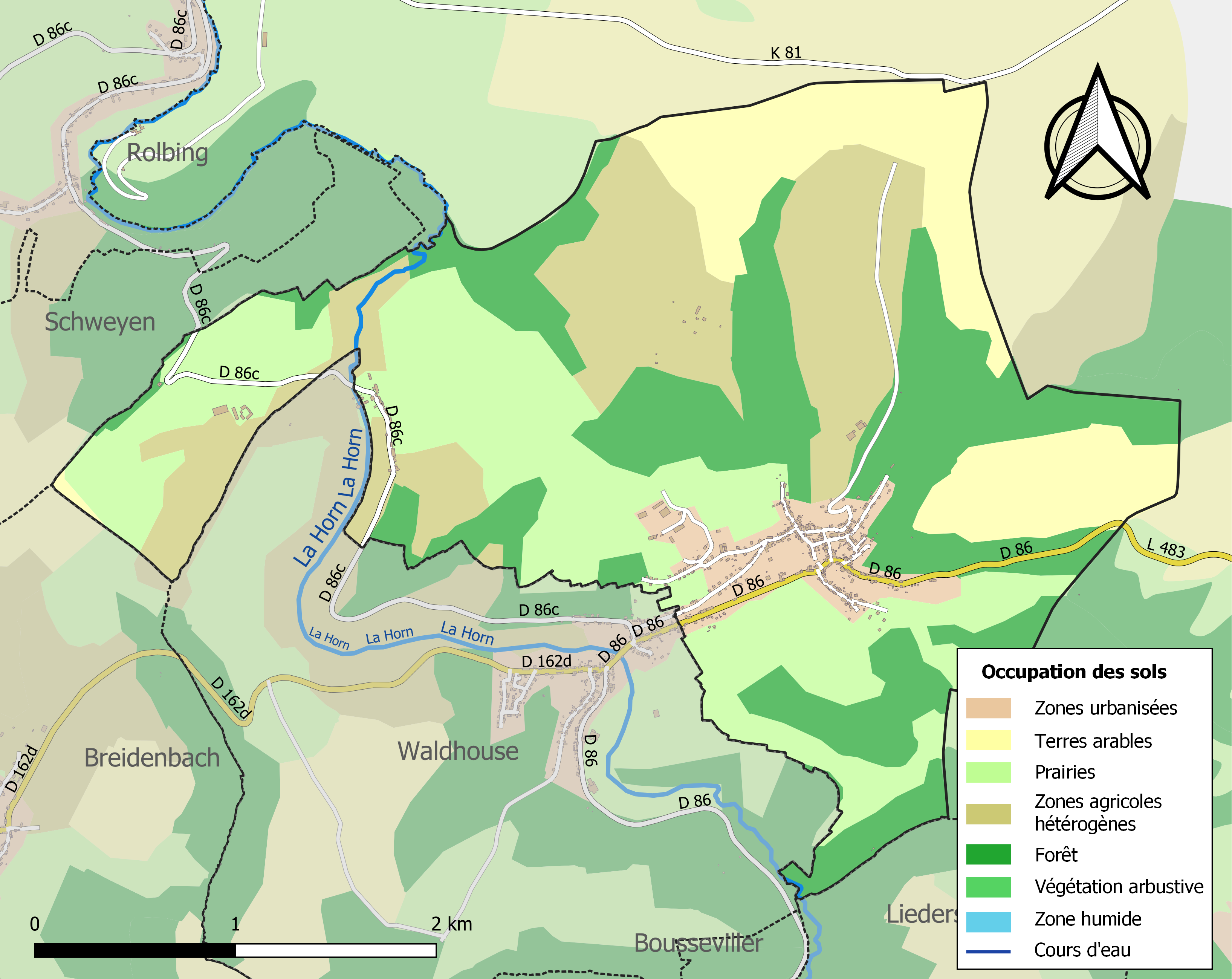
Carte des infrastructures et de l'occupation des sols de la commune en 2018 (CLC).

## Toponymie
- D'un nom de personne germanique, Wallo, suivi du germanique brunna, « source »[25].
- Anciennes mentions : Galesburas (1080-90), Walsburn (1170), Walsborn (1204), Walleburne (1318), Walsburen (1361), Waldsborn et Valdsbroun (1594), Wallsbronen (1607),  Valsebron (1611), Walspron (1624), Walsbrun et Walsbronn (1756), Walsbroun (1762), Valsbronne (1771), Valzbroun/Valtzbronn/Valsbroun/Vadsborn ou Walschbroun (1779), Walsbronne (1793), Valschbronne (1801), Valsbronne (1811).
- L'orthographe actuelle de Walschbronn est celle du tableau officiel des distances arrêté et publié en 1854 par M. le préfet de la Moselle[26].

## Histoire
Sur le ban de la commune, riche en vestiges archéologiques, ont été mis au jour une station mésolithique, des sites gallo-romains, un habitat du IIe siècle avec un petit artisanat de bronzier et une inscription dédiée à Apollon et Sirona, sa parèdre. Le village est mentionné en 1080 sous la forme Galesburas, puis en 1155, Walsbronn, du nom d'homme germanique Wallo et du substantif Bronn, la fontaine. Au Moyen Âge, le village appartient à la seigneurie de Bitche et, en 1196, Frédéric de Bitche fait don de la commune à l'abbaye de Sturzelbronn. Le Weckerburg est un château fort construit à la fin du XVe siècle, vers 1490, pour Simon Wecker IV, comte de Deux-Ponts-Bitche.
Une source bitumeuse, entraînant la création d'un établissement thermal, est à l'origine de la célébrité du lieu. La présence d'une voie romaine aboutissant au village, dont des portions sont encore visibles dans la forêt au nord du village, la Homburien Wald, des inscriptions très anciennes retrouvées sur les pierres du château, révélant l'existence d'un édifice plus ancien, la présence de pierres chargées d'inscriptions antiques retrouvées lors de la réfection de l'église ainsi que des médailles romaines découvertes en plusieurs endroits du village laissent tout à penser que les eaux du village étaient déjà connues du temps des Romains. L'empereur Charles Quint, lui-même souffrant de rhumatismes, s'intéressa à la source de Walschbronn. C'est sans doute à l'occasion de son réaménagement dans les dernières années du XVIe siècle qu'a été découvert un balneum gallo-romain.
L’autorité du comte Jacob, dernier souverain de la maison de Deux-Ponts à gouverner sur Bitche, est livré par sa faiblesse et sa crédulité, à des courtisans avides et à des ministres protestants fanatiques. Les uns rendent le séjour à la source de Walschbronn suspect, les autres dispendieux et peu sûr. C'est ce qui amène les eaux, auparavant si éprouvées par le public et si louées par les médecins, à voir décliner leur fréquentation et à tomber dans l'oubli.

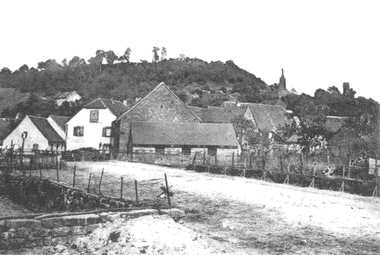
Vue du village au début du XXe siècle.

Durant la guerre de Trente Ans, le village est brûlé, le puits et les bains sont détruits de fond en comble, les habitants tués ou dispersés. À l’arrivée du duc Léopold, qui fera reconstruire les bains en 1713, ils ne sont plus que onze. Cent-soixante-dix maisons, bâties en bois et en terre, sont rebâties, la plupart à la façon du Wasgau. Les masures témoignent qu’il y avait anciennement plus de quatre-cents maisons, bâties en pierre. Il est probable que la fontaine a, seule, contribué à cet état florissant où le village était autrefois, puisque ni le territoire ni le commerce n’ont pu le favoriser. La terre y est très sablonneuse sur un lit bitumineux. Elle ne produit que du seigle, du blé de Turquie, du sarrasin et des menus grains, avec beaucoup de peine de la part des cultivateurs. Le commerce se borne aux moutons, qui y sont très renommés, et au bois, que l’on flotte sur le ruisseau qui coule dans le vallon et qui va se perdre dans la Horn à une demi-lieue de là, à destination de la Hollande. La situation du village n’a jamais été propice à d’autres commerces.
Après la réparation de la source, la fontaine est située au pied du jardin de Jean-Adam Oliger, maire du village, dans un bassin de bois de chêne de quatre pieds en carré. Il a été substitué à l’ancien, beaucoup plus grand, revêtu de pierre de taille cimentées, couvert et environné de grillages, avec plusieurs ornements gothiques, qui a été détruit avec la maison des bains qui était à côté. C’était un édifice solide et considérable, dont le rez-de-chaussée était divisé en plusieurs cellules. Dans chacune d'elles, on plaçait une cuve pour se baigner dans les eaux de la fontaine, que l’on faisait chauffer. Le duc Stanislas fera réparer la source en 1756, pour quelques années seulement, puisqu'en 1766, on constate que les eaux sont taries.
L'église, détruite en 1754, est reconstruite en 1785. Du point de vue administratif, le village est une commune du canton de Breidenbach de 1790 à 1801, puis il passe dans celui de Volmunster avec l'écart de Dorst.

## Politique et administration
| Période                                  | Période  | Identité             | Étiquette | Qualité                              |
| ---------------------------------------- | -------- | -------------------- | --------- | ------------------------------------ |
| Les données manquantes sont à compléter. |          |                      |           |                                      |
| mars 1995                                | 2014     | Gilbert Nominé       | DVD       |                                      |
| 2014                                     | En cours | Christian Schwalbach |           | Agriculteur sur moyenne exploitation |

### Budget et fiscalité 2023

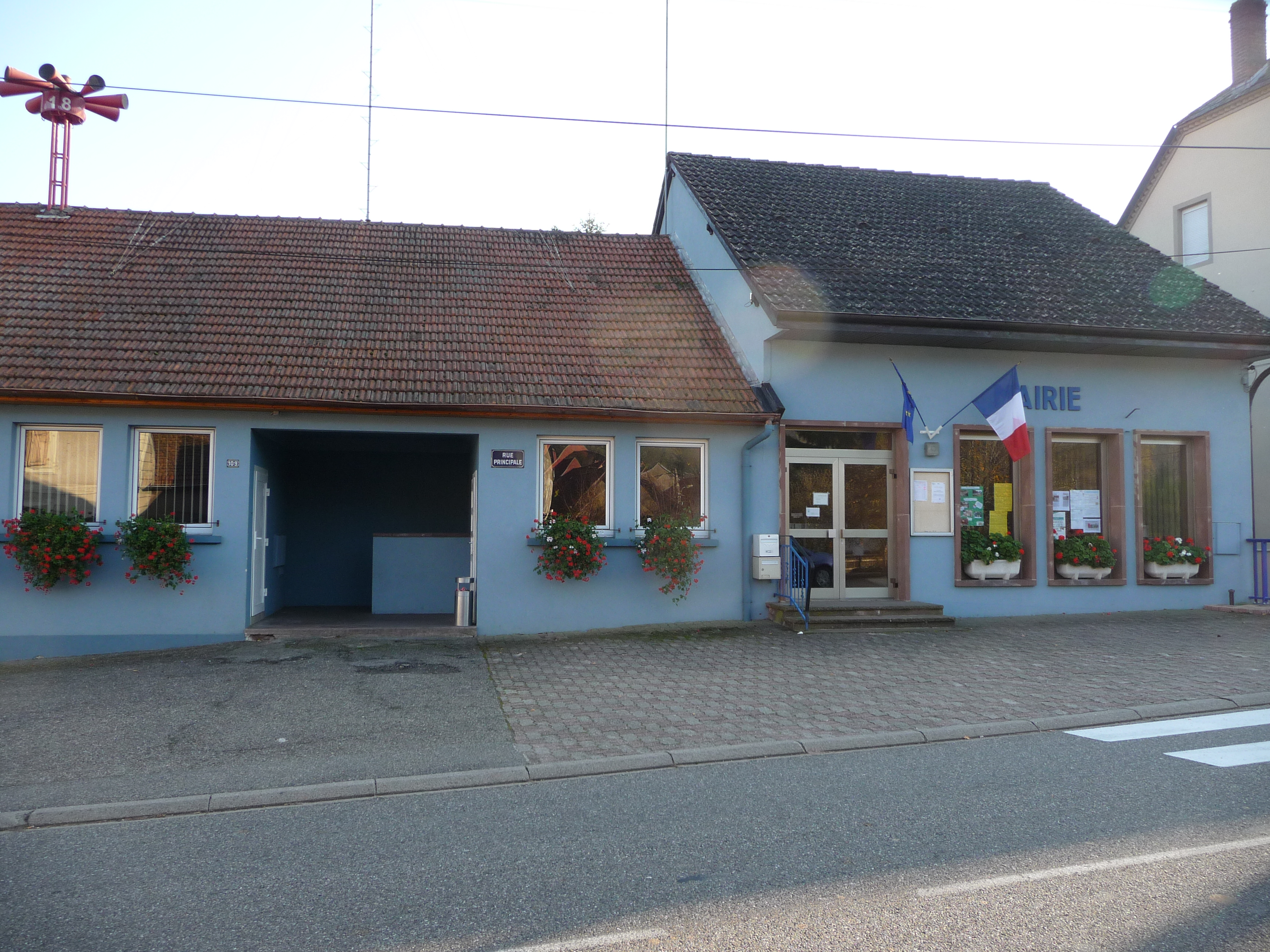
La mairie.

En 2023, le budget de la commune était constitué ainsi :
- total des produits de fonctionnement : 425 000 €, soit 1 012 € par habitant ;
- total des charges de fonctionnement : 355 000 €, soit 846 € par habitant ;
- total des ressources d'investissement : 411 000 €, soit 978 € par habitant ;
- total des emplois d'investissement : 371 000 €, soit 883 € par habitant ;
- endettement : 695 000 €, soit 1 656 € par habitant.

Avec les taux de fiscalité suivants :
- taxe d'habitation : 12,03 % ;
- taxe foncière sur les propriétés bâties : 27,11 % ;
- taxe foncière sur les propriétés non bâties : 44,95 % ;
- taxe additionnelle à la taxe foncière sur les propriétés non bâties : 0,00 % ;
- cotisation foncière des entreprises : 0,00 %.

Chiffres clés Revenus et pauvreté des ménages en 2021 : médiane en 2021 du revenu disponible, par unité de consommation : 23 500 €.

## Population et société

### Démographie

#### Évolution démographique
L'évolution du nombre d'habitants est connue à travers les recensements de la population effectués dans la commune depuis 1793. Pour les communes de moins de 10 000 habitants, une enquête de recensement portant sur toute la population est réalisée tous les cinq ans, les populations de référence des années intermédiaires étant quant à elles estimées par interpolation ou extrapolation. Pour la commune, le premier recensement exhaustif entrant dans le cadre du nouveau dispositif a été réalisé en 2005.

En 2022, la commune comptait 392 habitants, en évolution de −21,29 % par rapport à 2016 (Moselle : +0,52 %, France hors Mayotte : +2,11 %).
| 1793 | 1800 | 1806 | 1821  | 1836 | 1841 | 1861 | 1866 | 1871 |
| ---- | ---- | ---- | ----- | ---- | ---- | ---- | ---- | ---- |
| 649  | 725  | 875  | 1 178 | 968  | 866  | 805  | 890  | 779  |

| 1875 | 1880 | 1885 | 1890 | 1895 | 1900 | 1905 | 1910 | 1921 |
| ---- | ---- | ---- | ---- | ---- | ---- | ---- | ---- | ---- |
| 792  | 779  | 741  | 745  | 738  | 741  | 782  | 826  | 797  |

| 1926 | 1931 | 1936 | 1946 | 1954 | 1962 | 1968 | 1975 | 1982 |
| ---- | ---- | ---- | ---- | ---- | ---- | ---- | ---- | ---- |
| 779  | 729  | 701  | 438  | 519  | 542  | 552  | 539  | 532  |

| 1990 | 1999 | 2005 | 2006 | 2010 | 2015 | 2020 | 2022 | - |
| ---- | ---- | ---- | ---- | ---- | ---- | ---- | ---- | - |
| 478  | 525  | 533  | 543  | 524  | 497  | 408  | 392  | - |

La population, relativement stationnaire jusqu'à la Seconde Guerre mondiale, a baissé depuis cette époque. Elle comptait 929 habitants en 1817, 741 en 1900 et seulement 532 au recensement de 1982.
Entre 1811 et 1835, le village de Waldhouse appartenait à la commune de Walschbronn.

## Économie

### Entreprises et commerces

#### Agriculture
- Élevage d'ovins et de caprins.
- Élevage d'autres bovins et de buffles.
- Élevage de vaches laitières.
- Élevage d'autres animaux.
- Élevage de porcins.
- Culture de céréales, de légumineuses et de graines oléagineuses.
- Culture et élevage associés.

#### Tourisme
- Hébergements et restauration à Walschbronn, Bousseviller, Schorbach, Bitche, Hottviller.
- Auberge du château[34].

#### Commerces
- Commerces et services de proximité[35].

## Culture locale et patrimoine

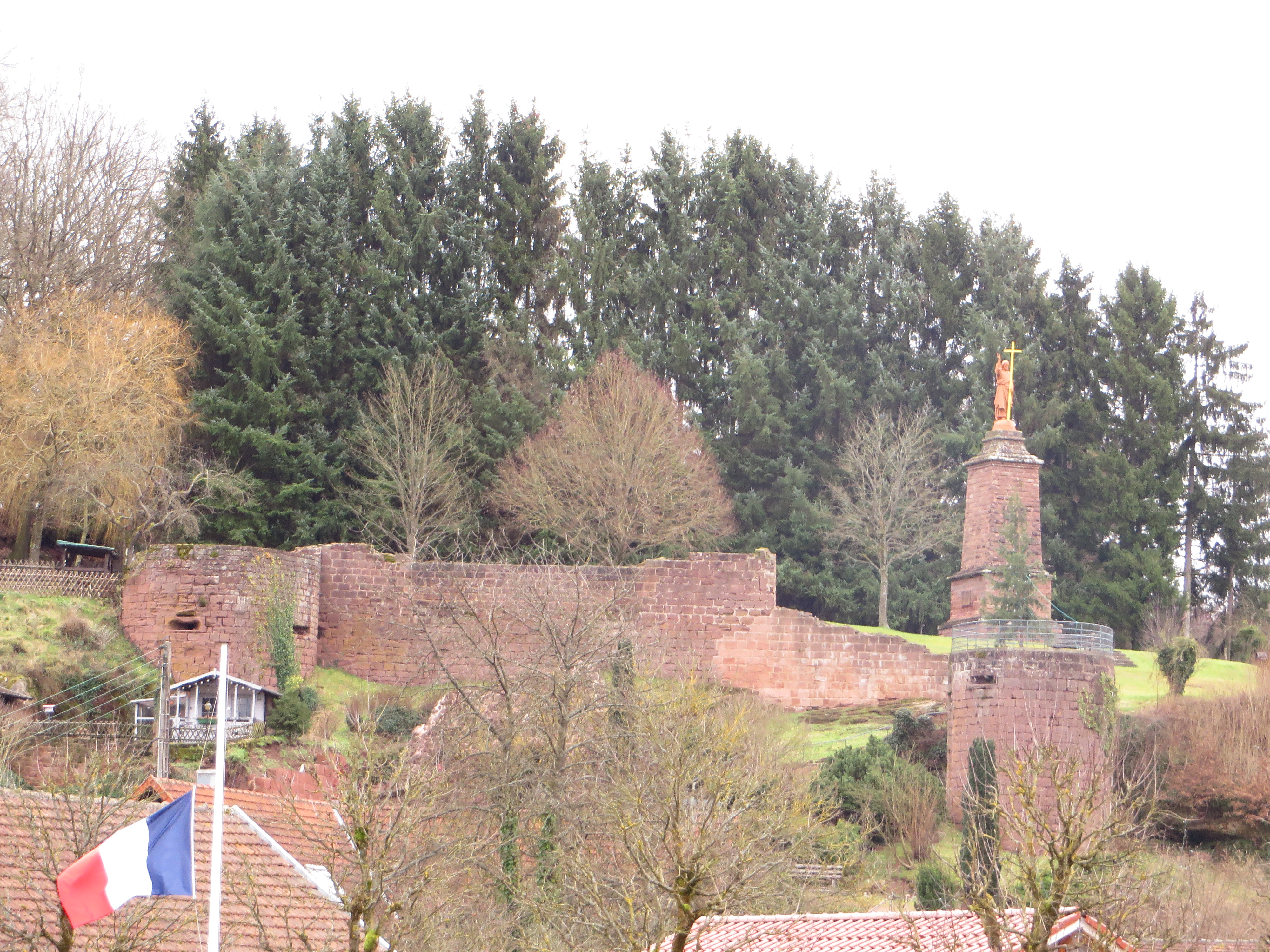
Ruines du château du Weckerburg.
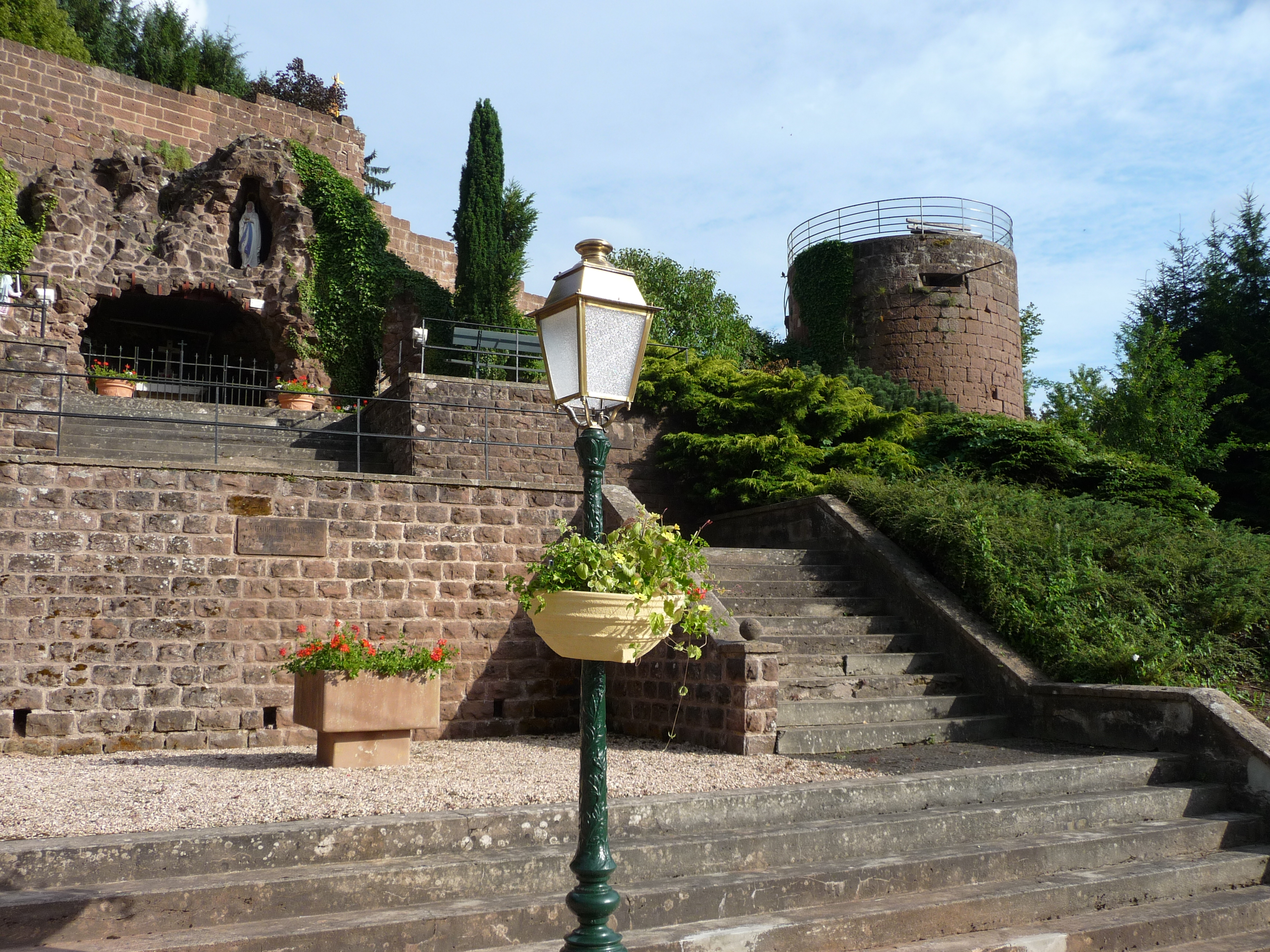
La grotte et le château.
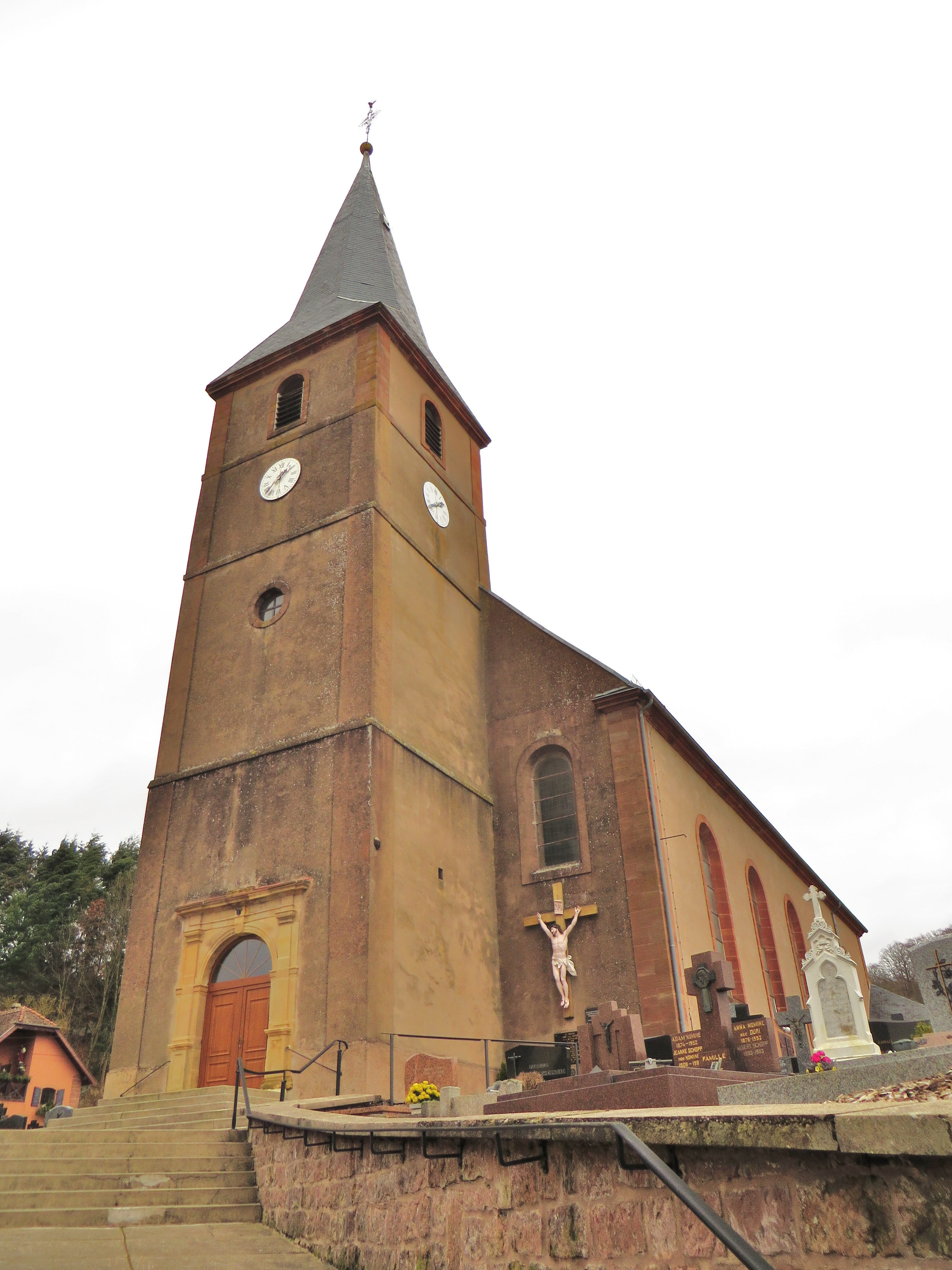
Église Saint-Benoît.
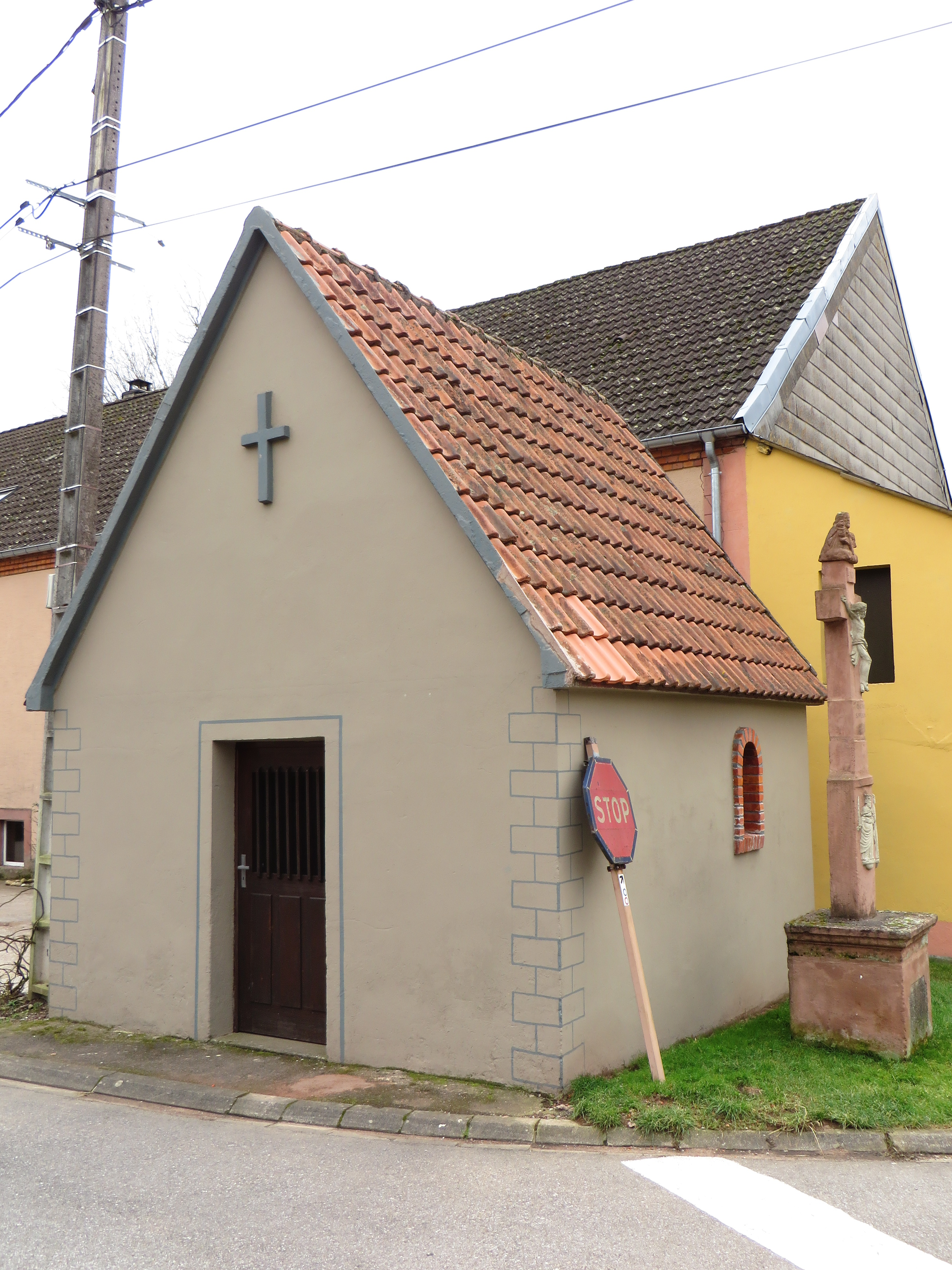
Chapelle.

### Lieux et monuments
- Les ruines du château du Weckerburg[36], construit vers 1490 pour le comte Simon Wecker IV de Deux-Ponts Bitche. Abandonné, il tombe en ruines dans la deuxième moitié du XVIe siècle. Il en subsiste encore les fondations et une partie de la tour, restaurées par le Club vosgien après 1945, qui offrent une vue privilégiée sur les trois vallées accueillant le village[37],[38].
- Dans la rue des Juifs[39],[40], une ferme à deux corps datée de 1801, témoigne une fois encore la persistance des formes du XVIIIe siècle. Le corps en retour d'équerre est réservé à la porcherie et au poulailler.

#### Édifices religieux

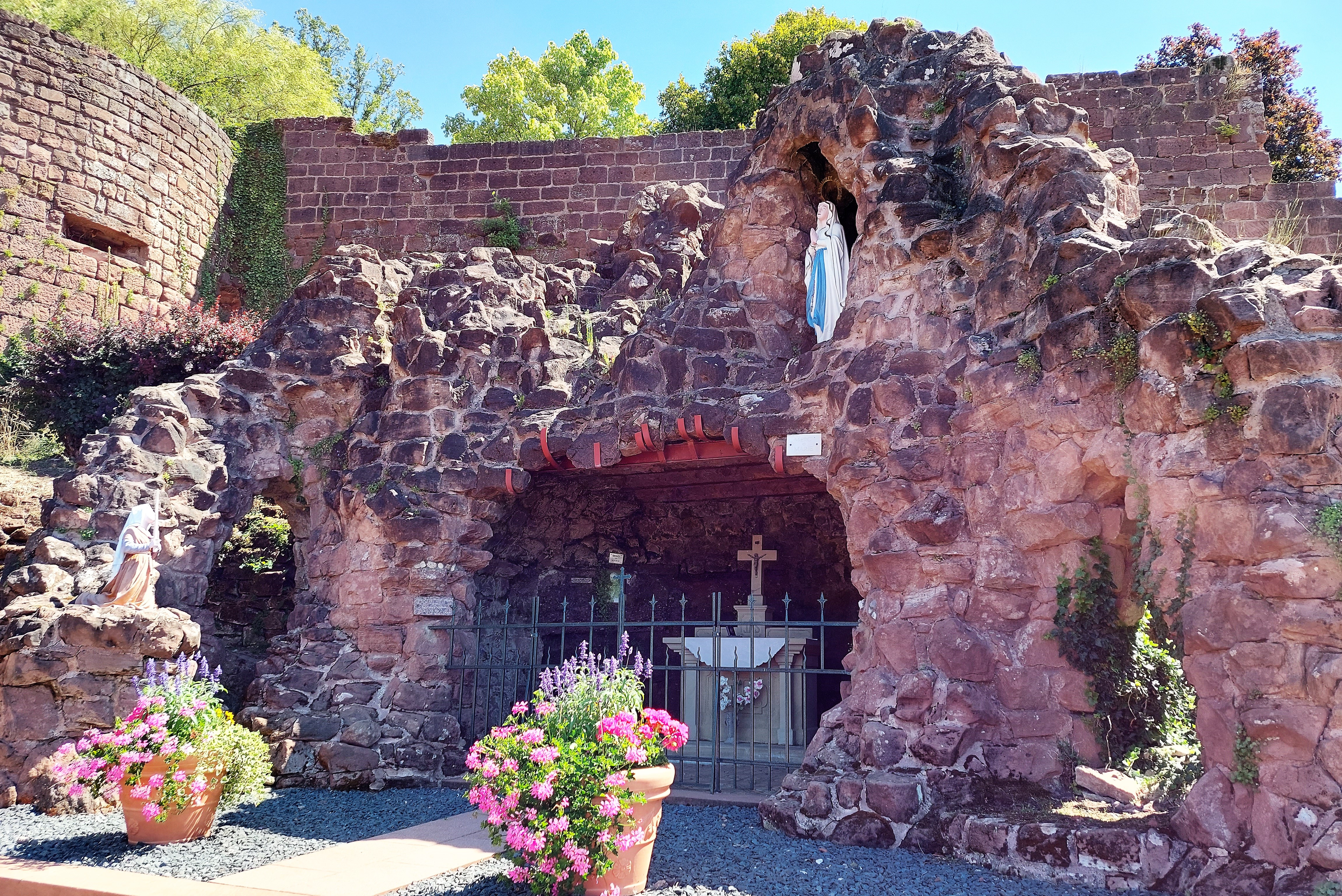
Grotte de Lourdes.

- Église Saint-Benoît de Walschbronn, dédiée à saint Benoît, reconstruite en 1785[41] :

Le mobilier de l'église paroissiale Saint-Benoît.
* Verrière figurée.
* Autel, retable (maître-autel).
* Fonts baptismaux.
* Calice, patène.
* Calice, patène.
* ciboire.
* Ostensoir.
* et son orgue Haerpfer-Erman (1956).
- Presbytère[51].
- Petite chapelle située au croisement des rues du Bruhl, de la Tuilerie et de la Chapelle[52].
- Réplique de la grotte de Lourdes aménagée dans les ruines du château du Weckerburg[53].
- Croix de cimetière, croix monumentales, croix de chemin, calvaire, oratoire[54].
- Monument aux morts[55] commérant les conflits de 1914-1918 et 1939-1945[56].

### Personnalités liées à la commune
- Laurent-Pierre Baden (1934-2001) footballeur né sur la commune.

### Héraldique
| Blason de Walschbronn | Blason  | De sinople à la fontaine double d'argent déversant son eau dans un bassin du même, issant de la pointe sommée d'une croix celte d'argent. |
| Blason de Walschbronn | Détails | Le statut officiel du blason reste à déterminer.                                                                                          |